# Courcelles-en-Barrois
 Courcelles-en-Barrois  là một xã thuộc tỉnh Meuse trong vùng Grand Est đông nam nước Pháp. Xã này nằm ở khu vực có độ cao trung bình 354 mét trên mực nước biển.